# Статистическое управление Швеции
Статистическое управление Швеции (швед. Statistiska centralbyrån, SCB, СУШ) — правительственное агентство, ответственное за сбор статистической информации в Швеции. Первые упоминания о национальной статистической информации Швеции относятся к 1686 году, когда шведская церковь начала вести записи о населении страны. Предшественник управления статистики, служба статистики (Tabellverket), была основана в 1749 году. Современное название было получено в 1858 году.
По состоянию на 2008 год агентство имеет в штате около 1 400 человек. Офисы агентства расположены в Стокгольме и Эребру. Статистическое управление Швеции ведёт Журнал официальной статистики.